# Rudy Giovannini
Rudy Giovannini, all'anagrafe Rudi (Bolzano, 18 novembre 1966), è un cantante e tenore italiano, altoatesino di lingua tedesca. Nella sua attività di tenore usa anche lo pseudonimo di Rodolfo Giovannini.

## Biografia
Giovannini è nato a Bolzano, ma è cresciuto e vive tuttora nella vicina Laives. Deve la sua notorietà, soprattutto nel mondo di lingua tedesca, più per il suo repertorio di musica popolare (volkstümliche Schlager) che per quello classico.
Si è diplomato al conservatorio di Verona, e si è poi perfezionato con Arrigo Pola (presso cui si era perfezionato già Luciano Pavarotti) a Modena.
Il suo esordio internazionale avvenne nel 2000, quando da esordiente giunse terzo al Grand Prix der Volksmusik (con Amore, Amore); bissò poi il risultato due anni più tardi (con Donna della Raspa).
Il più grande successo è la vittoria al Grand Prix der Volksmusik 2006, in coppia con Belsy e accompagnato dal Coro Monti Pallidi, con la canzone Salve Regina. Particolarità dell'esecuzione stava nel fatto che erano rappresentate tutti e tre i gruppi linguistici della provincia di Bolzano: Giovannini è infatti di madrelingua tedesca, Belsy è ladina (nata in India è stata adottata da una famiglia gardenese), mentre il coro (di Laives come Giovannini) è composto perlopiù da italiani.

## Discografia
- Un amore italiano
- Amore, Amore (2001)
- Ciao bella mio amore (2002)
- Spiel noch einmal unser Lied (2005)
- Der Caruso der Berge (2006)
- Meine grössten Hits (2006, raccolta)
- Ein Frohes Weihnachtsfest (2006)
- Salve Regina (con Belsy, 2007)
- Das Goldene Wunschkonzert (2007)
- 'O sole mio (2008)
- Rudy Giovannini singt besinnliche und sakrale Lieder (2009)
- Das Wunder von Lourdes (2010)
- Weihnacht zieht's mich in die Heimat (2010)
- Die schönsten Lieder aus dem Süden (2011)
- Viva Strauss (con Strato Vani, 2012)
- Weihnachtslieder für's Herz (2012)
- Lieder sind manchmal so schön (2013)
- Lass uns Freunde sein (2014)
- Es ist Weihnacht (2014)
- Lieder zum Traumen (2015)
- Café... olé (2016)